# Christian Gottlob Gmelin
Christian Gottlob Gmelin (12 d'octubre de 1792, Tubinga – 13 de maig de 1860, Tubinga) fou un químic alemany.
Gmelin és el net de Johann Konrad Gmelin el besnet de Johann Georg Gmelin. Fou professor de química i de farmàcia a la Universitat de Tubinga. El 1818 observà que les sals de liti produeixen un color vermell a la flama (espectre atòmic). El 1828 fou un dels primers a preparar un procés per a la producció artificial del pigment blau marí.